# Hagéville
Hagéville település Franciaországban, Meurthe-et-Moselle megyében. Lakosainak száma 110 fő (2022. január 1.). Hagéville Chambley-Bussières, Dampvitoux, Dommartin-la-Chaussée, Saint-Julien-lès-Gorze, Xonville és Lachaussée községekkel határos.

## Népesség
A település népességének változása:
| Lakosok száma | 126  | 110  | 85   | 112  | 122  | 114  | 113  | 112  | 110  | 110  |
|               | 1968 | 1982 | 1999 | 2006 | 2011 | 2015 | 2017 | 2018 | 2020 | 2022 |